# Plocoscelus harenosus
Plocoscelus harenosus är en tvåvingeart som beskrevs av Cresson 1930. Plocoscelus harenosus ingår i släktet Plocoscelus och familjen skridflugor. Inga underarter finns listade i Catalogue of Life.